# Famille Riario

Blason des Riario

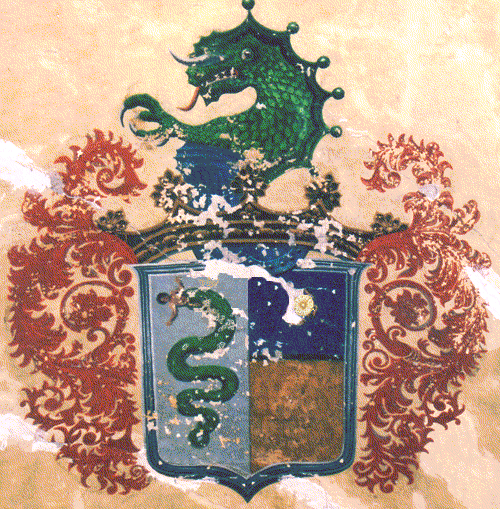
Blason des Riario Sforza

La famille Riario, souvent associée aux Della Rovere, Sforza, Rossi et Sansoni, est une famille qui est apparue au  XIIe siècle à Savone (Ligurie). Les principaux membres de la famille sont les cardinaux Pietro Riario (1474), Raffaele Sansoni Riario (1477) Alessandro Riario (1578), Tommaso Riario Sforza (1823) et Sisto Riario Sforza (1846) ainsi que les seigneurs de Forli et d'Imola, Girolamo Riario et Ottaviano Riario qui devient ensuite évêque de Viterbe.

## Histoire

### Les origines et la montée au pouvoir
Les « Riario » originaires de Savone apparaissent sur la scène politique quand le pape Sixte IV, oncle du cardinal Pietro Riario et de Girolamo Riario, accède à la papauté. Girolamo Riario et Raffale Riario Sansoni sont des membres de la conjuration des Pazzi qui devait rapporter à Girolamo la seigneurie de Faenza. C'est le frère de Girolamo le cardinal Pietro Riario qui, grâce à ses immenses richesses, obtient la principauté d'Imola et l'offre à Girolamo, Forli est donné à Girolamo par le pape sixte IV. La puissance de la famille Riario est à son apogée. Girolamo est seigneur de Forli et d'Imola et le cardinal Pietro Riario, Raffaele Riario Sansoni et leurs cousins Della Rovere sont au pouvoir grâce à leurs oncle le pape Sixte IV. En 1474, le cardinal Pietro Riario meurt. Lorsque le pape Sixte IV meurt, la puissance de la famille ne décline pas grâce à Giuliano della Rovere, un membre de la branche Della Rovere qui réussit à faire garder ses privilèges à tous les membres de sa famille. En 1488, Girolamo Riario meurt, c'est son fils Ottaviano Riario, qui n'est encore qu'un enfant, qui lui succède et c'est sa mère qui assure la régence, fille du duc de Milan Galeas Marie Sforza, Catherine Sforza une femme déterminée qui va régner d'une main de fer sur ses états. Cette branche de la famille va connaître une dure période pendant le pontificat d'Alexandre VI, le fils de ce dernier Cesare Borgia assiège Forli et Imola et s'en empare. Catherine Sforza est emprisonnée au  château Saint-Ange tandis qu'Ottaviano perd son duché et devient quelques années plus tard évêque de Viterbe. En 1503, il ne reste plus que le cardinal Raffaele Sansoni Riario qui a encore de l'importance. Après la mort du cardinal, la famille perd peu à peu de son importance. Alessandro Riario est membre de la famille dont la branche s'était installée à Bologne et est créé cardinal par le pape Grégoire XIII en 1578. Après la mort du cardinal Riario, la famille ne fait plus parler d'elle jusqu'au XIXe siècle. Pendant cette période, la famille Riario s'est rapprochée de la famille Sforza avec laquelle ses membres avaient déjà des liens grâce au mariage de Girolamo Riario avec Catherine Sforza. Au XIXe siècle, deux Riario-Sforza sont élus cardinaux, le premier Tommaso Riario Sforza  en 1823, le second Sisto Riario Sforza  en 1846. Tommaso Riario-Sforza est nommé  camerlingue et légat apostolique à Forli et préfet de la nouvelle congrégation. Sisto Riario-Sforza est, quant à lui, nommé évêque d'Aversa  et archevêque de Naples et participe au concile  Vatican I en 1869-1870. Depuis, la famille Riario n'a plus d'importances politique ou religieuse.

## Branches familiales

### Riario
La branche romagnole a comme seigneurie Forlì et Imola. Son origine découle de  Paolo Riario qui épouse Bianca della Rovere, sœur de Francesco et futur pape Sixte IV.

#### Principaux personnages
- Violante Riario (1441-1483), noble dame qui épouse en 1457 Antonio Sansoni et mère de Raffaele Riario.
- Pietro Riario (1447-1474), cardinal.

### Riario Sforza

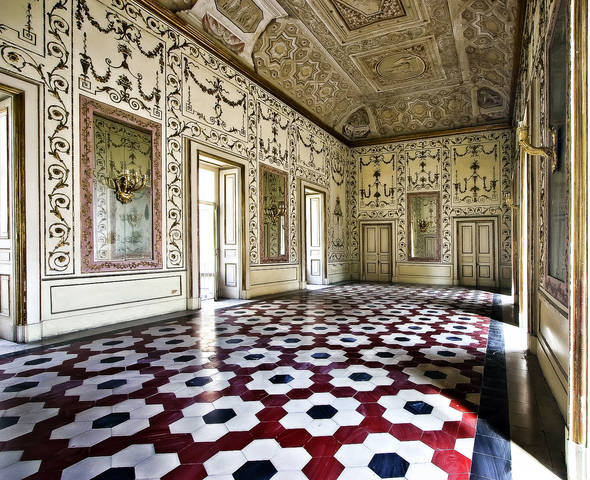
Palais Riario Sforza, le salon.

Cetta branche a pour origine le mariage en 1477 de Girolamo Riario avec Caterina Sforza, fille illégitime de Galeazzo Maria Sforza, duc de Milan. En 1499 César Borgia prend possession des seigneuries de Imola et Forlì, ainsi les  Riario Sforza s'établissent à  Bologne, où certains membres ont le titre de « sénateur ».

#### Principaux personnages
- Girolamo Riario (1443-1488), seigneur de Imola et de Forlì.
- Ottaviano Riario (1479-1533), condottière puis évêque de Viterbe.
- Cesare Riario (1480-1540), évêque.
- Bianca Riario (1481-1522), noble dame.
- Galeazzo Maria Riario (1485-?), épouse en 1504 Maria della Rovere;
- Francesco Sforza Riario (dit Sforzino) (1487-?), évêque de Lucques.
- Alessandro Riario (1543-1585), cardinal.
- Ferdinando Riario (XVIIe siècle), duc et conte du Saint-Empire romain germanique.
- Giovanni Riario (1769-1836), militaire et musicien.
- Tommaso Riario Sforza (1782-1857), cardinal.
- Sisto Riario Sforza (1810-1877), cardinal.

Descendances des Riario-Sforza par les femmes
Girolamo Riario et Caterina Sforza eurent une fille qui après la mort de son premier mari Astorre III Manfredi épousa Troilo I de Rossi, Marquis de San Secondo, avec qui elle eut huit enfants. De cette branche sont issus les Rossi Pier Maria III de' Rossi et son fils Ippolito de Rossi un cardinal de la Curie romaine. Par Caterina Sforza également la famille Riario à un lien de parenté indirecte avec Jean des Bandes Noires qui fut d'ailleurs élevé par Bianca Riario sa demi-sœur après la capture de leur mère par César Borgia.

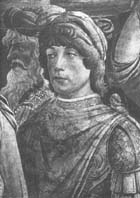
Girolamo Riario
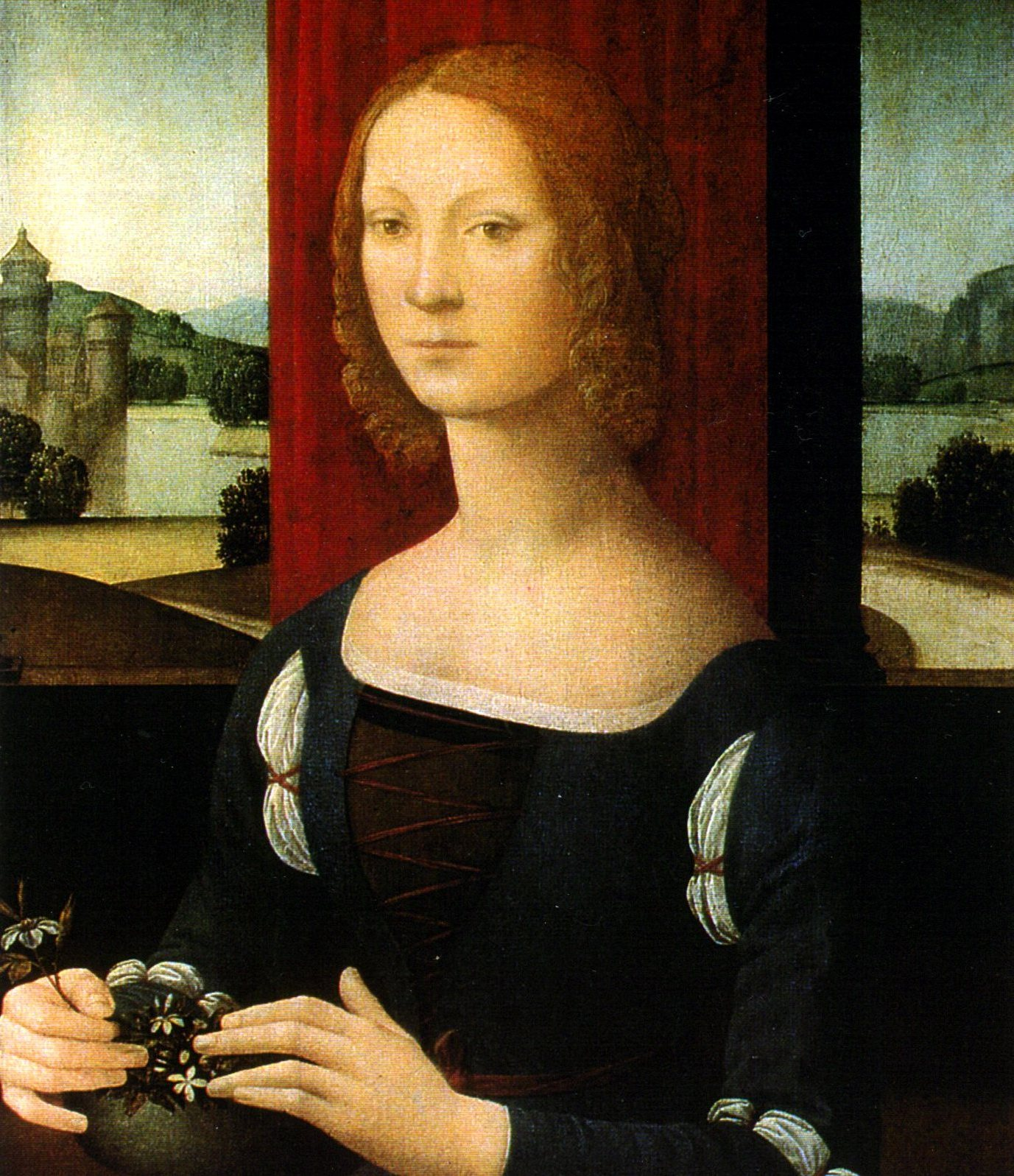
Caterina Sforza
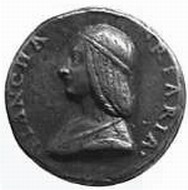
Bianca Riario
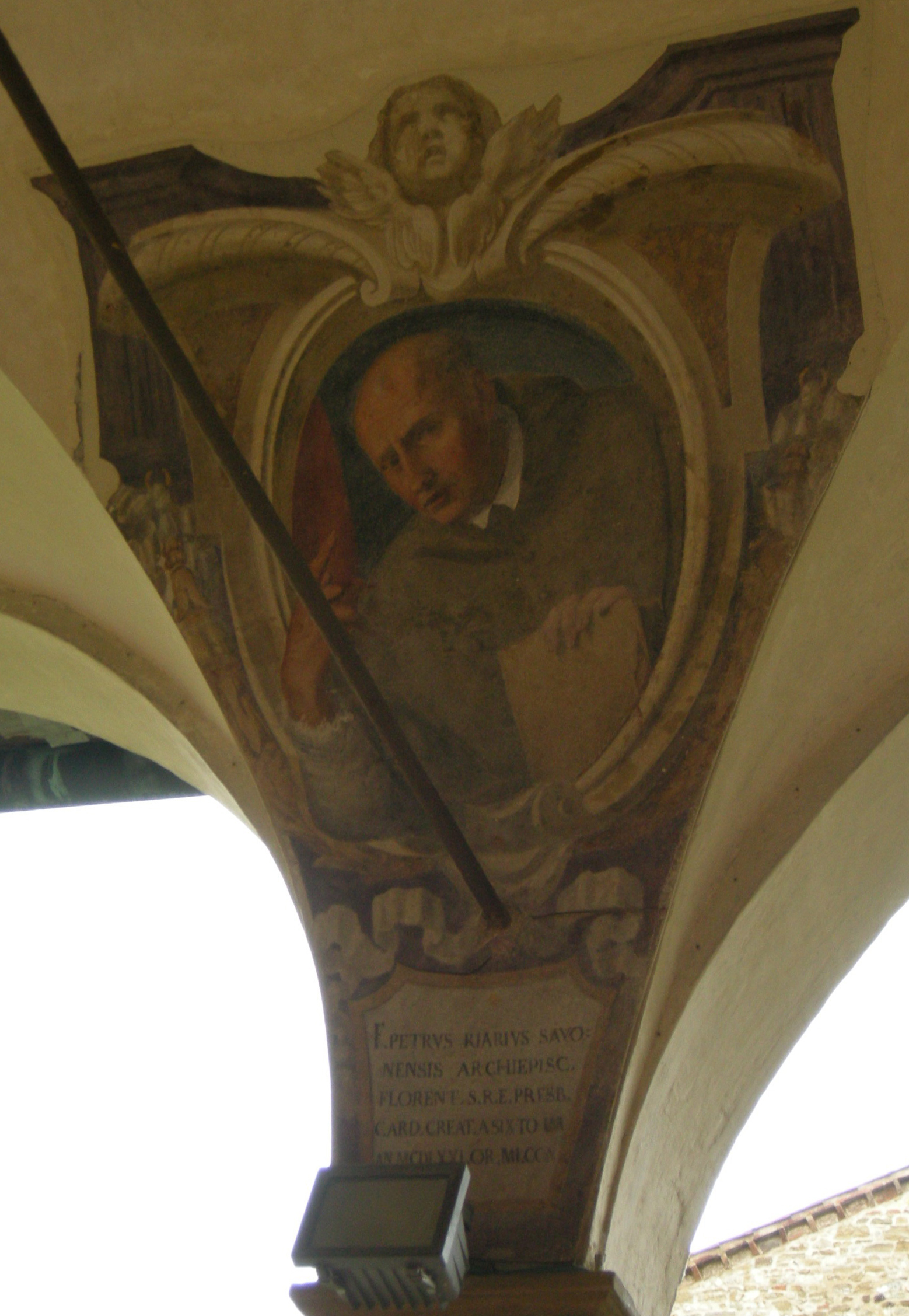
Pietro Riario Sforza
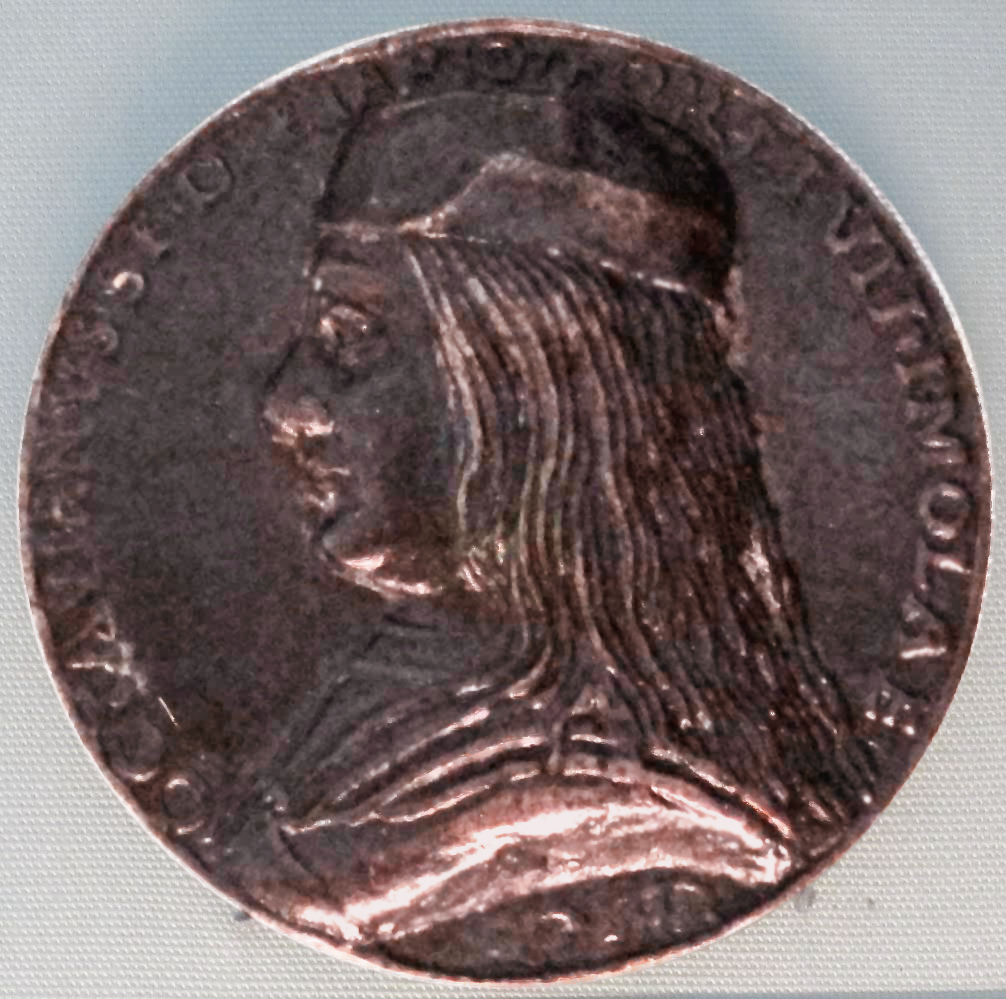
Ottaviano Riario Sforza
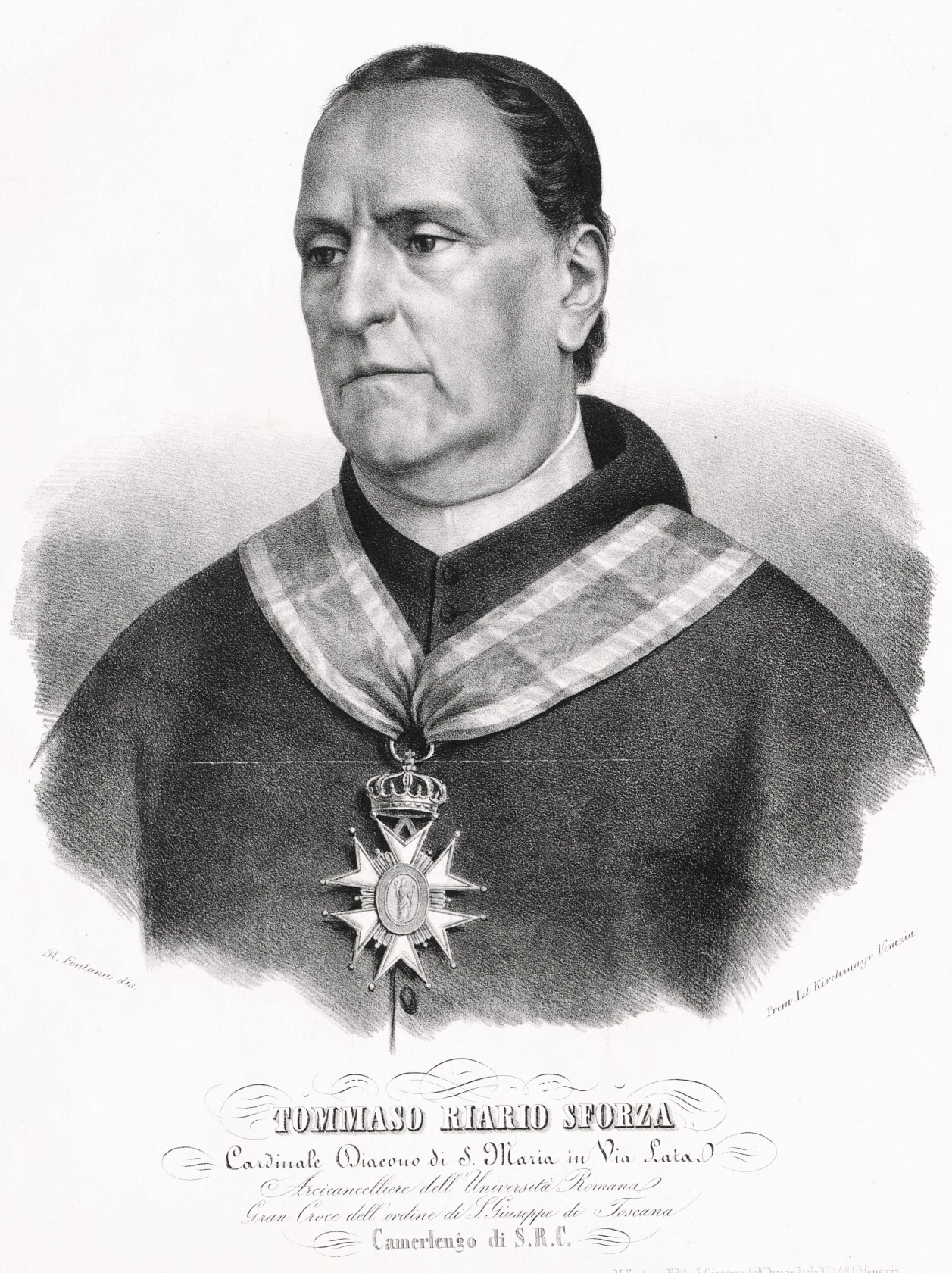
Tommaso Riario Sforza
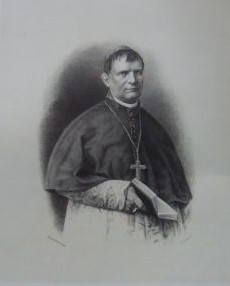
Sisto Riario Sforza

## Riario-Sansoni
La branche des Riario-Sansoni qui n'est représentée que par un seul membre connu le cardinal camerlingue Raffaele Sansoni Riario qui bien que n'étant Riario que du côté de sa mère et après son adoption par son oncle Pietro Riario et sa nomination comme cardinal par son grand-oncle Sixte IV (Francesco Della Rovere lui-même originaire de Savone), est le membre le plus connu de cette illustre famille. La branche des Riario Sansoni s'éteint avec lui faute d'enfants ou de frères portant le même nom.

### Principaux personnages
- Raffaele Sansoni Riario (1460-1521), cardinal camerlingue fils de Violante Riario et cousin du pape Jules II.